# Kathleen Brown

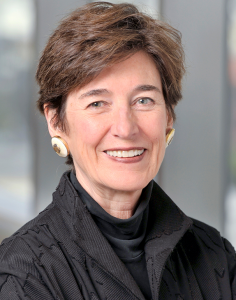
Kathleen Brown, 2020

Kathleen Lynn Brown (* 25. September 1945 in San Francisco) ist eine US-amerikanische Politikerin der Demokratischen Partei. Zwischen 1991 und 1995 war sie State Treasurer in Kalifornien.

## Leben
Kathleen Brown ist die Tochter des Politikers Pat Brown, der von 1959 bis 1967 Gouverneur von Kalifornien war. Ihr sieben Jahre älterer Bruder Jerry Brown war von 1975 bis 1983 und nochmals von 2011 bis 2019 ebenfalls Gouverneur dieses Staates. Brown selbst studierte wie ihr Vater Rechtswissenschaften. Nach dem Studium war sie zunächst juristisch tätig, schlug dann aber eine politische Laufbahn ein. Im Jahr 1975 wurde sie erstmals in den Bildungsausschuss der Stadt Los Angeles gewählt. Diesem gehörte sie bis 1987 an. Im Jahr 1990 bewarb sich Brown um das Amt des State Treasurer in Kalifornien, was etwa einem Finanzminister entspricht. Nach ihrer Wahl für die Demokraten trat sie dieses Amt im Januar 1991 an und war damit Teil der Regierung dieses Staates.
Im Jahr 1994 strebte Brown wie auch ihr Vater und Bruder zuvor den Posten des Gouverneurs an. Bei der Primary im Juni des Jahres konnte sie sich durchsetzen und wurde damit zur Kandidatin ihrer Partei nominiert. Nach ihrer Parteikollegin Dianne Feinstein im Jahr 1990 war sie bereits die zweite Frau, die von einer der großen Parteien aufgestellt wurde. Die Gouverneurswahl im November verlor sie jedoch deutlich gegen den republikanischen Amtsinhaber Pete Wilson, der sich mit 55 zu 40 % der Stimmen durchsetzte.
Nach ihrer Niederlage schied sie 1995 aus der Regierung aus und beendete ihre politische Karriere. Einer erneuten Wahl zum State Treasurer stellte sie sich 1994 nicht mehr, um sich auf die Gouverneurskandidatur zu konzentrieren. In den folgenden Jahren war Brown in der Wirtschaft tätig, unter anderem für Goldman Sachs. Seit 2010 ist Brown Partnerin einer amerikanischen Anwaltskanzlei.

## Privates
Kathleen Brown ist mit dem Journalisten Van Goten Sauter verheiratet. Das Ehepaar ist kinderlos, jedoch hat Brown drei Kinder aus einer früheren Ehe.
Nach seinem zweiten Amtsantritt als Gouverneur Anfang 2011 schenkte sie ihrem Bruder Jerry ihren Hund Sutter, der bis zu seinem Tod im Dezember 2016 als First Dog Kaliforniens fungierte.